# Werner L. Maier
Werner Lucas Maier, né à Bad Hersfeld (Allemagne) en 1966, est un avocat et un joueur allemand de football américain. 
Depuis 2006, il est président du club de football américain des Cowboys de Munich évoluant en championnat d'Allemagne de football américain.

## Biographie
La famille Maier déménage à Munich en 1981. Après avoir obtenu son abitur au lycée Asam de cette ville en 1987, il étudie la philosophie du droit à l'université d'Augsbourg et à l'université Louis-et-Maximilien de Munich.
Après son arrivée à Munich, il commence à jouer par l'équipe des jeunes de football américain des Cowboys de Munich. De 1985 à 1995, il joue avec l'équipe première dont il devient capitaine en 1992. L'année suivante, les Cowboys terminent la saison régulière seconds et remporte le German Bowl (en) au terme des playoffs.
Durant ses études universitaires, il travaille comme assistant de rédaction au sein de diverses chaines de télévision pour ce qui concerne le football américain. Plus tard, il devient arbitre et conférencier sportif en flag football pour les universités. Il organise également plusieurs événement en rapport avec le football américain.
Maier possède son propre cabinet d'avocats depuis 1997.